# Söderskogens naturreservat
Ej att förväxla med Söderskogen, tätort i Håbo kommun.
Söderskogen är ett naturreservat i Veinge socken i Laholms kommun i Halland.
Reservatet är beläget några kilometer norr om Veinge och skyddat sedan 2002. Det är 32 hektar sort och ett natura 2000-område. Här växer äldre lågväxande ekskog, så kallad "krattekskog". Förutom ekskog finns i svackorna sumpskog med tall och björk.